# Inna Ryskal
Inna Ryskal, née le 15 juin 1944 à Bakou, est une joueuse de volley-ball soviétique.

## Palmarès
- Jeux olympiques
  -  Médaille d'or en 1968 à Mexico
  -  Médaille d'or en 1972 à Munich
  -  Médaille d'argent en 1964 à Tokyo
  -  Médaille d'argent en 1976 à Montréal

- Championnat du monde
  -  Médaille d'or en 1970 à Varna
  -  Médaille d'argent en 1974 à Guadalajara

- Championnat d'Europe
  -  Médaille d'or en 1963 à Constanța
  -  Médaille d'or en 1967 à Izmir
  -  Médaille d'or en 1971 à Reggio d'Émilie